# Jezero (kráter)

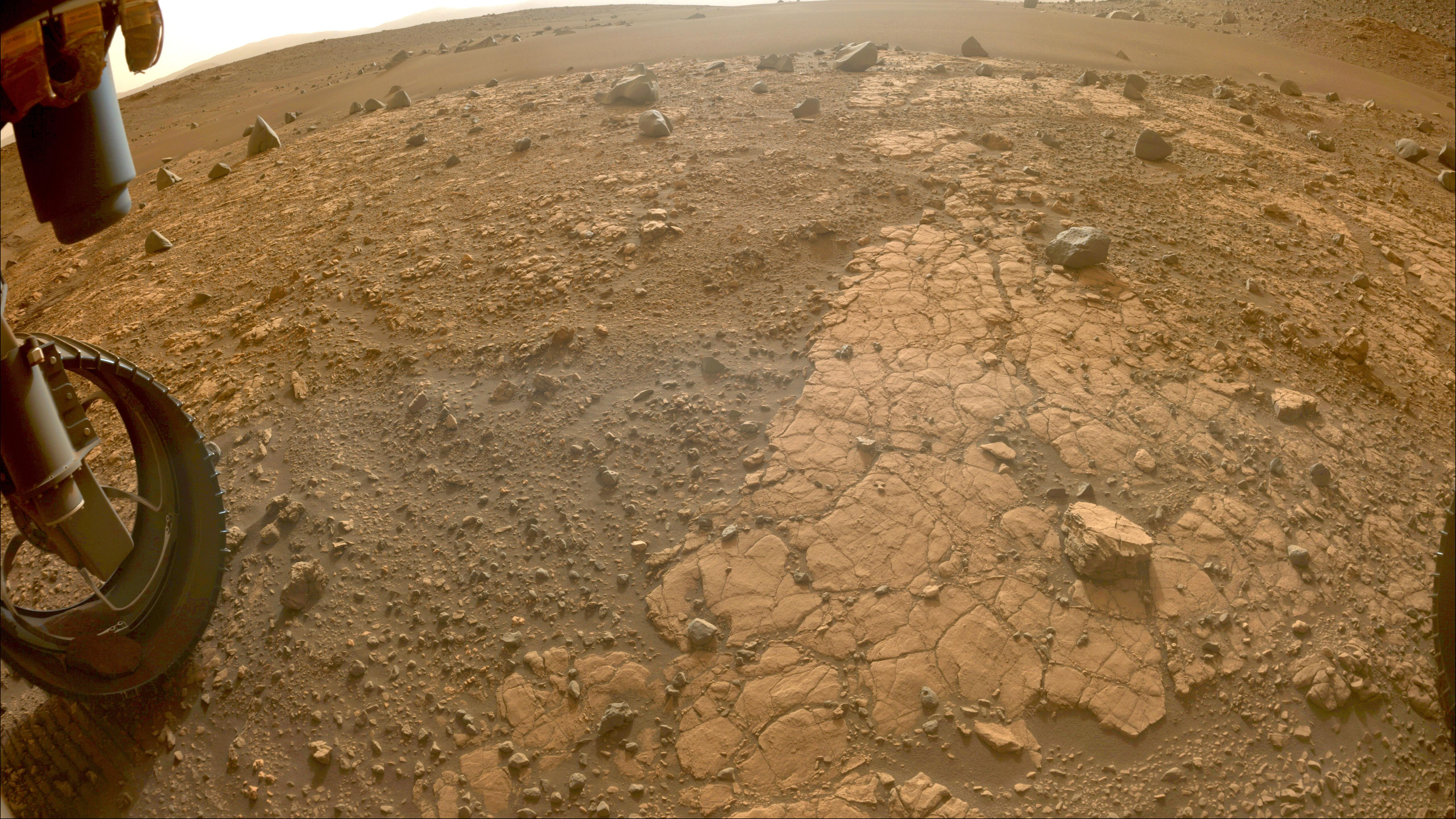
Pohled na kráter z Perseverance

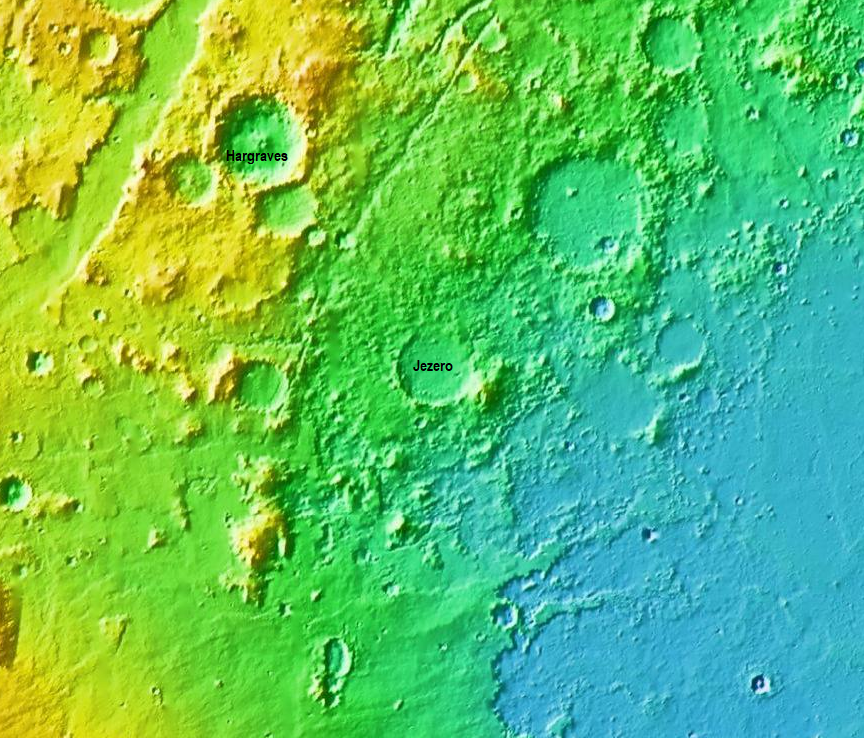
Poloha kráteru

Jezero (ICAO kód JZRO) je kráter na Marsu. Nachází se na okraji prolákliny Syrtis Major. Průměr kráteru je zhruba 49 kilometrů. Předpokládá se, že v minulosti byl zaplaven vodou.
Kráter je pojmenován po městě Jezero v Bosně a Hercegovině. Slovo jezero má stejný význam v několika slovanských jazycích, včetně češtiny, chorvatštiny, srbštiny a slovinštiny.

## Průzkum
Kráter Jezero byl zvažován jako místo přistání pro rover Mars Science Laboratory (známějšího jako Curiosity) – ten nakonec přistál v kráteru Gale.
V listopadu 2018 byl vybrán jako místo přistání mise Mars 2020. Její rover Perseverance zde pak 18. února 2021 úspěšně přistál a od té doby zde provádí další operace, včetně odběru vzorků hornin. V kráteru poprvé vzlétl vrtulník Ingenuity. Také je zde naplánováno přistání landeru mise Mars Sample Return pro návrat vzorků hornin z Marsu na Zemi.